# Patrick Helmes
Patrick Helmes (* 1. März 1984 in Köln) ist ein ehemaliger deutscher Fußballspieler und heutiger -trainer.

## Karriere als Spieler

### Jugend
Patrick Helmes wurde 1984 als Sohn des Fußballers Uwe Helmes in Köln geboren und wuchs im Freudenberger Stadtteil Alchen im Siegerland auf. Der Mittelstürmer verlebte seine fußballerische Jugend im Siegerland; dort spielte er für die TuS Alchen, für die SpVgg Bürbach sowie für die Sportfreunde Siegen. 1997 wechselte Helmes dann in die Jugend des damaligen Bundesligisten 1. FC Köln. 2000 wurde Helmes beim Klub aus seiner Geburtsstadt aussortiert, da er körperlich nicht robust genug sei. Daher kehrte er im Sommer 2000 in seine Siegerländer Heimat zurück und war wieder für die Jugend der Sportfreunde aus Siegen aktiv. Er spielte bis 2003 dort.

### Sportfreunde Siegen
Nach drei Jahren in der Jugend sowie einigen Einsätzen in der zweiten Mannschaft rückte Helmes in die erste Mannschaft der Siegerländer auf. In der Saison 2003/04 kam er jedoch nur zu wenigen Kurzeinsätzen. Erst in der Saison darauf entwickelte er sich zum Leistungsträger bei den Sportfreunden Siegen. Er erzielte insgesamt 21 Treffer, womit er auch Torschützenkönig in der Regionalliga Süd wurde. Er trug so zum Aufstieg 2005 in die 2. Bundesliga bei. Jedoch hatte er bereits vor Saisonende bei seinem ehemaligen Klub, dem damaligen Bundesliga-Aufsteiger 1. FC Köln, unterschrieben.

### 1. FC Köln

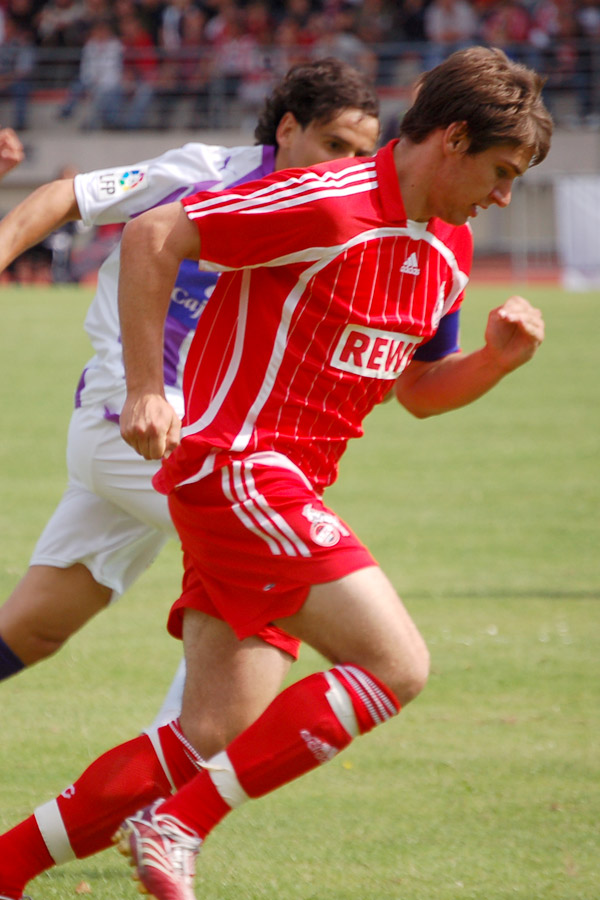
Helmes im Kölner Trikot (2007)

Er wechselte daraufhin für 200.000 Euro zu seinem alten Jugendverein. Dort war er vornehmlich für die Position des rechten Außenstürmers vorgesehen. Am siebten Spieltag der Saison 2005/06 erzielte er in seinem erst zweiten Bundesligaeinsatz für den FC bei dessen 1:2-Niederlage in Leverkusen seinen ersten Bundesligatreffer. In der ersten Saison bei den Kölnern konnte er sich noch nicht durchsetzen und wurde meist nur eingewechselt oder spielte gar nicht. Erst am Ende der Saison durfte er in drei Partien von Beginn an auflaufen. In der Saison 2005/06 stieg er mit dem 1. FC Köln in die zweite Bundesliga ab.
In den ersten fünf Spielen der Saison 2006/07 zeigte Helmes gute Leistungen (Kicker-Durchschnittsnote 1,90) und schoss sieben Tore. Am 25. September 2006 zog er sich im Spiel gegen Rot-Weiss Essen einen Mittelfußbruch zu. Trotz der Verletzung erzielte er noch sein 7. Saisontor. Die Verletzung, die nach erster Einschätzung der Ärzte eine mindestens achtwöchige Pause nach sich ziehen sollte, war aber so schwerwiegend, dass Helmes mehr als vier Monate pausieren musste und erst am 9. Februar 2007 sein Comeback beim Auswärtsspiel in Braunschweig feiern konnte. Am 31. Januar 2007 gab Helmes bekannt, bei Bayer 04 Leverkusen zwei Verträge unterschrieben zu haben – einen, der ab Juli 2007 gilt, und einen, der ab Juli 2008 gilt. Zu diesem Zeitpunkt hatte Helmes beim 1. FC Köln noch einen Vertrag bis Sommer 2007, wobei Köln jedoch die Option hatte, diesen bis 2008 zu verlängern. Köln nahm diese Option wahr, so dass Helmes bis 2008 an den FC gebunden war. Ein Angebot Leverkusens, ihn gegen Zahlung einer Ablösesumme schon im Sommer 2007 zu verpflichten, lehnte die Kölner Vereinsführung mit Blick auf die Wichtigkeit von Helmes für die Kölner Wiederaufstiegspläne ab.
Für die Saison 2007/08 ernannte Kölns Trainer Christoph Daum Helmes zum Mannschaftskapitän, vor dem Spiel gegen Kickers Offenbach am 9. Spieltag wurde die Kapitänsbinde jedoch nach einer Besprechung zwischen Trainer Christoph Daum und Helmes an Matthias Scherz übergeben. In 33 absolvierten Spielen während dieser Spielzeit erzielte er 17 Treffer und gab sechs Vorlagen zum Torerfolg. Am Ende der Saison wurde der 3. Platz erreicht und so der Aufstieg mit Köln in die Fußball-Bundesliga.

### Bayer 04 Leverkusen
Im Januar 2007 war der Wechsel von Helmes zu Bayer 04 Leverkusen zum 1. Juli 2008 endgültig perfekt. Dort verdrängte er Theofanis Gekas aus der Startelf, der hinter den Erwartungen zurückgeblieben war. Sein erstes Pflichtspiel absolvierte Helmes im DFB-Pokal am 10. August 2008, bei dem er mit einem Tor maßgeblich zum knappen 3:2-Sieg gegen Rot-Weiß Oberhausen beitrug. Knapp eine Woche später gab er sein Debüt für Leverkusen in der Bundesliga. Er startete gut in die Saison 2008/09, so erzielte er an jedem der ersten sechs Spieltage – bis auf den 3. Spieltag – mindestens ein Tor, beim 4:0-Sieg über Hannover 96 erzielte Helmes sogar drei Tore. Helmes beendete die Saison mit Bayer auf dem 9. Tabellenrang und erzielte in seiner Debütsaison 21 Tore. Am 30. Mai 2009 verlor er gegen Werder Bremen das DFB-Pokalfinale in Berlin mit 0:1.
Kurz nach Ende der Saison zog sich Helmes beim Fußballspielen mit Freunden einen Kreuzbandriss zu. Dies galt als Hiobsbotschaft für Bayer Leverkusen. Der neu verpflichtete Eren Derdiyok zeigte jedoch so gute Leistungen, dass Helmes nach seiner Genesung meist nur noch als Einwechselspieler zum Einsatz kam. In seinem ersten Spiel in der UEFA Europa League schoss Helmes drei der vier Tore beim 4:0-Sieg gegen Rosenborg Trondheim.
In der folgenden Saison konnte Helmes seinen Stammplatz nicht zurückerobern und obwohl er in der Hinrunde fünf Treffer erzielte, wurde er bei seinen elf Einsätzen meist ein- oder ausgewechselt. Helmes wurde von Jupp Heynckes darauf hingewiesen, dass ein Spieler, der ihm zugehört hat, meist auch besser geworden ist. Kurz vor Ende der Transferperiode im Winter 2010/11 wechselte Helmes zum Bundesligisten VfL Wolfsburg.

### VfL Wolfsburg

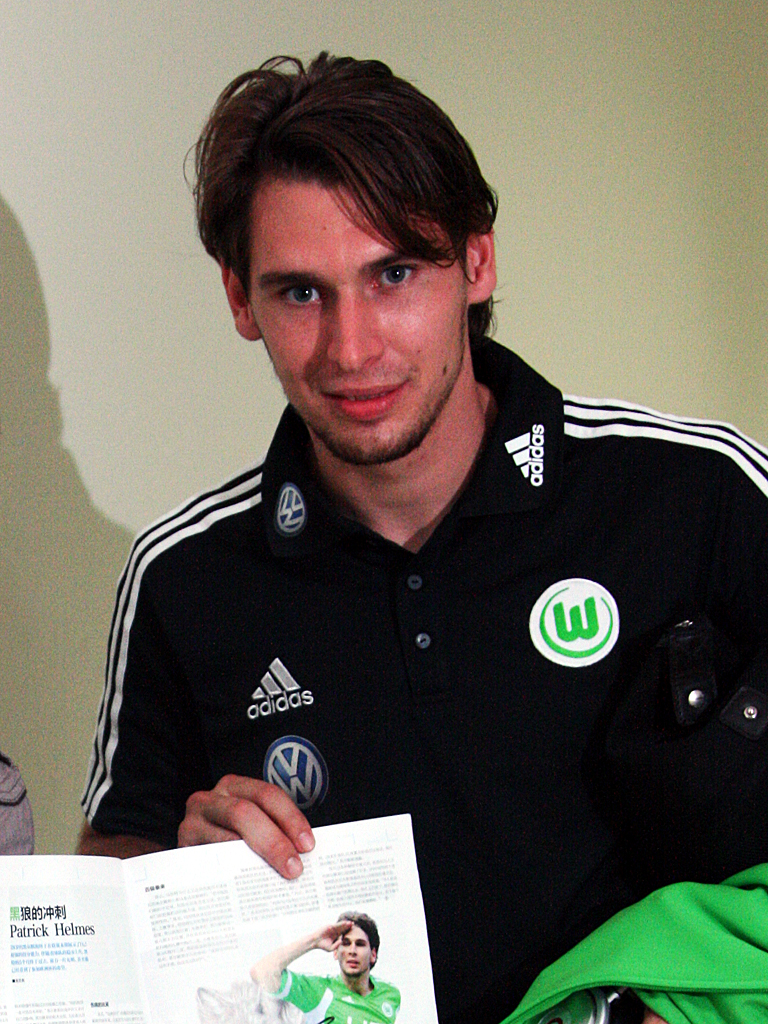
Helmes beim VfL Wolfsburg (2012)

In seinem dritten Spiel für den VfL Wolfsburg erzielte Helmes am 23. Spieltag der Saison 2010/11 sein erstes Tor im Spiel gegen den SC Freiburg, welches Wolfsburg schließlich 1:2 verlor. Es sollte für ihn bei weiteren fünf Einsätzen das letzte Tor bleiben. Er konnte sich für den Rest der Saison bei den im Abstiegskampf steckenden Wolfsburgern nicht etablieren, die den Klassenerhalt ohne seine Mithilfe sicherstellten.
Nach zwei Treffern im ersten Spiel der neuen Saison gegen den 1. FC Köln wurde er noch bis zum achten Spieltag Anfang Oktober eingesetzt. Am 17. November wurde Helmes dann aufgrund der schlechten Leistungen in den Spielen zuvor in die zweite Mannschaft der Regionalliga Nord degradiert und absolvierte einen Tag darauf seine einzige Partie bei dieser. Nach einem in der Winterpause geplatzten Wechsel durfte er wieder mit der ersten Mannschaft trainieren, bevor er am 25. Februar 2012 zum ersten Mal nach fünf Monaten wieder in der Startelf der Wolfsburger stand und ein Tor erzielte. In der Folge verpasste er bis zum Saisonende kein einziges Spiel mehr und avancierte mit zehn Treffern in zehn Spielen und gleich mehreren Doppelpacks erstmals beim VfL zum absoluten Topstürmer. Lange Zeit wurde er sogar zwei Jahre nach seinem letzten Länderspiel als großer Kandidat für den deutschen Kader zur Europameisterschaft 2012 gehandelt.
In der Folgesaison verkaufte Trainer und Geschäftsführer Felix Magath dann Helmes’ Konkurrenten Mario Mandžukić zum FC Bayern München, um sich dauerhaft auf den wiedererstarkten Helmes konzentrieren zu können. In der Vorbereitung auf die Saison erlitt Helmes jedoch im Testspiel gegen den englischen Meister Manchester City erneut einen Kreuzbandriss und fiel für die Bundesliga-Hinrunde aus, so dass er die große Chance, sich endgültig als Stürmer Nummer eins zu etablieren, verpasste. Nach sechs Monaten Pause gab er am 15. Februar 2013 im Spiel gegen den FC Bayern sein Comeback im Trikot der Wölfe, als er in der 75. Minute eingewechselt wurde. Im Gegensatz zur Vorsaison verlief diese Rückkehr jedoch nicht erfolgreich: Erst fünf Spieltage später, am 31. März wurde er wieder eingesetzt. Parallel zu seinen nur vier Bundesliga-Einsätzen absolvierte er außerdem vier Spiele mit der zweiten Mannschaft.

### Rückkehr zum 1. FC Köln
Nachdem Helmes zu Beginn der Saison 2013/14 zu keinem Einsatz in der Bundesliga gekommen war und im August weitere vier Spiele mit der zweiten Mannschaft hatte bestreiten müssen, wechselte er kurz vor Ende der Transferperiode zurück zum damaligen Zweitligisten 1. FC Köln. Helmes unterschrieb bis zum 30. Juni 2016 gültigen Vertrag. Am 16. September (7. Spieltag) erzielte er beim 4:0-Sieg gegen Energie Cottbus in seinem ersten Spiel das 1:0 und bereitete das 2:0 von Anthony Ujah vor. Am 13. Dezember 2013 erzielte er beim 3:1-Erfolg über Dynamo Dresden zwei Treffer. Sein Volleyschuss zum 1:0 wurde zum Tor des Monats gewählt. Am Ende der Saison 2013/14 stieg er mit dem 1. FC Köln in die Bundesliga auf und war durch seine zwölf Tore einer der Hauptverantwortlichen dafür gewesen. Beim entscheidenden 3:1-Heimsieg gegen den VfL Bochum am 31. Spieltag traf er zum 2:1.
Ende Juli 2014 zog sich Helmes im Trainingslager der Kölner einen Knorpelschaden an der Hüfte zu. Aufgrund dieser Verletzung bestritt er während der Saison 2014/15 kein einziges Pflichtspiel und beendete zum Saisonende seine aktive Karriere.

### Nationalmannschaft
Patrick Helmes spielte von 2005 bis 2006 in der U-21-Nationalmannschaft des DFB. Im Rahmen der EM-Qualifikation erzielte er in der deutschen U-21-Auswahl am 5. September 2006 gegen Rumänien zwei Tore zum 2:0 und 3:0; das Spiel endete 5:1.
Am 25. März 2007 wurde der damalige Zweitliga-Spieler erstmals in den A-Kader der deutschen Nationalmannschaft für das Testspiel gegen Dänemark, das am 28. März im Wedaustadion in Duisburg stattfand, berufen und auch eingesetzt. Helmes wurde am 16. Mai 2008 von Bundestrainer Joachim Löw in den vorläufigen Kader für die Fußball-Europameisterschaft 2008 berufen, jedoch nicht in den endgültigen Kader aufgenommen.
Am 18. November 2008 erzielte Helmes bei der 1:2-Niederlage der deutschen Mannschaft gegen England im Olympiastadion Berlin sein erstes Länderspieltor mit dem Treffer zum 1:1. Sein zweites Tor schoss er am 11. August 2010 im ersten Spiel nach der WM 2010 gegen Dänemark zum 2:0 in der 73. Minute. In diesem Spiel gab er nach langer Verletzung und Formkrise, die ihn die WM-Teilnahme in Südafrika gekostet hatte, sein Comeback in der Nationalmannschaft. Nach der Rückrunde der Saison 2011/12 galt er als Kandidat für die Europameisterschaft 2012, wurde jedoch von Bundestrainer Löw wie schon 2008 und 2010 nicht berücksichtigt.

## Karriere als Trainer
Körperlich zum frühen Karriereende gezwungen, wurde Helmes vom Verein weiter beschäftigt. In der Saison 2015/16 wurde er Co-Trainer der zweiten Mannschaft (U21) des 1. FC Köln in der Regionalliga West. Nachdem der Cheftrainer Stefan Emmerling während der Saison zum SC Paderborn 07 gewechselt war, wurde Helmes bis zur Winterpause zum Interimstrainer der zweiten Mannschaft berufen. Am 22. Dezember wurde er zum Chef-Trainer der zweiten Kölner Mannschaft ernannt.
Im März 2017 wurde Helmes’ Vertragslaufzeit bis Sommer 2021 verlängert. Unter dem Eindruck eines Herzinfarkts, den Assistenztrainer Uwe Fecht in seiner Anwesenheit erlitten hatte, gab Helmes sein Engagement zum 26. September 2017 auf.
Am 1. Dezember 2017 wurde Helmes bis zum Ende der Saison 2017/18 Co-Trainer des Drittligisten FC Rot-Weiß Erfurt. Sein bis 2021 laufender Vertrag mit dem 1. FC Köln wurde daraufhin ausgesetzt.
Ab der Saison 2018/19 arbeitete er bei Bayer 04 Leverkusen im Trainerstab der Nachwuchsabteilung. Zur Saison 2020/21 wurde er Co-Trainer von Zvonimir Soldo beim österreichischen Bundesligisten FC Admira Wacker Mödling, zudem wurde er Trainer der drittklassigen Amateure der Admira. Nachdem Cheftrainer Zvonimir Soldo nach dem ersten Spieltag im September 2020 zurückgetreten war, wurde Helmes interimistisch Cheftrainer der Profis. In seinem einzigen Spiel als Cheftrainer ging die Admira im Derby gegen den SKN St. Pölten mit 5:0 unter. Nach etwas über einer Woche als Interimstrainer wurde er durch Damir Burić ersetzt und ging danach wieder seinen normalen Tätigkeiten nach. Dem Trainerstab um Burić bei den Profis gehörte er jedoch nicht mehr an. Am 11. März 2021 legte er sein Amt als Trainer der zweiten Mannschaft der Admira nieder.
Zur Saison 2021/22 übernahm Helmes den Regionalligisten Alemannia Aachen, wurde dort jedoch bereits nach 13 Partien (2 Siege, 4 Unentschieden, 7 Niederlagen) im Oktober 2021 wieder beurlaubt. Am 3. Januar 2023 unterschrieb Helmes einen Vertrag als Cheftrainer beim Oberligisten Sportfreunde Siegen. Nach nur vier Punkten und ohne Sieg aus sieben Spielen zu Beginn der Saison 2023/24 wurde er am 25. September 2023 entlassen.

## Sonstiges
Helmes ist als TV-Experte für Sky Sport und RTL Television tätig.

## Titel und Erfolge
1. FC Köln
- Meister der 2. Bundesliga: 2014

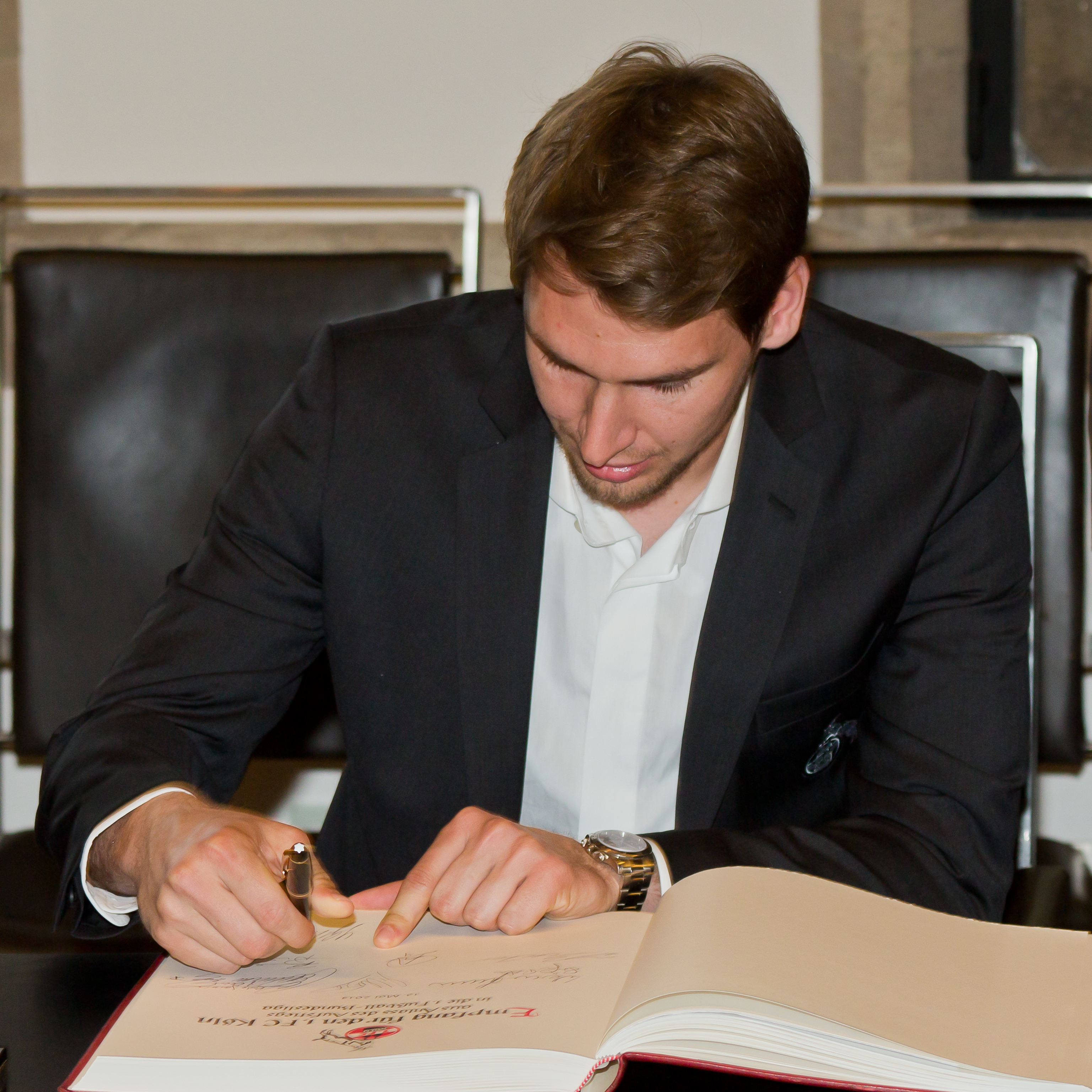
Patrick Helmes beim Empfang für den 1. FC Köln im Kölner Rathaus 2014

- Aufstieg in die Bundesliga: 2008 und 2014

Bayer 04 Leverkusen
- DFB-Pokal-Finalist: 2009
- Deutscher Vizemeister: 2011

Sportfreunde Siegen
- Torschützenkönig der Regionalliga Süd: 2005
- Aufstieg in die 2. Bundesliga: 2005

## Auszeichnungen
- Torschütze des Monats Dezember 2013[34]